# Сэнди Шоу
Сэнди Шоу (англ. Sandie Shaw, наст. имя Сандра Энн Гудрич (англ. Sandra Ann Goodrich), род. 27 февраля 1947 года, Дагенем) — британская певица, победительница конкурса песни Евровидение 1967 года.
Дебютировала на сцене в 1964 году. Открыл Сэнди певец Адам Фейт, после чего она попала под опеку менеджера Ив Тейлор. Её первый сингл «As Long As You’re Happy» не имел большого успеха, но исполненная вслед за этим версия известной композиции Бёрта Бакарака и Хэла Дэвида «(There’s) Always Something There to Remind Me» заняла первое место британского чарта.
Вокалистка, которая благодаря высокому росту была похожа на фотомодель, в последующие три года записала серию популярных хитов, которые главным образом написал её продюсер Крис Эндрюс. Его ритмичные и полные жизненной энергии композиции полностью соответствовали темпераменту Сэнди. Одна из этих композиций, «Long Live Love», выдержанная в ритмах калипсо, в 1965 году поднялась на вершину хит-парада.
В 1967 году Шоу представляла Великобританию на конкурсе песни Евровидение, где завоевала первое место с песней «Puppet on a String», которая затем также стала лидером британского хит-парада. Отрыв Сэнди от второго призёра, составивший 53 %, является рекордным в истории конкурса. Её выступление, в ходе которого Шоу появилась босиком, вызвало небольшой скандал, поскольку концертная программа проводилась в Венском императорском дворце. После этого выступление без обуви стало фирменным стилем певицы.
После успеха сингла «Tonight In Tokyo», авторами которого были авторы победной песни на Евровидении Билл Мартин и Фил Каултер, Шоу вернулась к сотрудничеству с Эндрюсом. В 1969 году записала собственную версию французского хита «Monsieur Dupont», которая стала последней её популярной работой.
Возвращение Сэнди Шоу состоялось в начале 1980-х годов, когда вокалист группы The Smiths Моррисси записал песню «Heaven Knows I’m Miserable Now», которая была вдохновлена композицией Сэнди шестидесятых годов «Heaven Knows I’m Missing You Now». Очередной сингл «Hand In Glove» 1984 года, который певица записала вместе с The Smiths, принес ей определённый успех. В 1986 году на дальние позиции британского чарта попала композиция «Are You Ready To Be Heartbroken?», которая была переработкой песни Ллойда Коула.
Помимо английского, исполняла свои песни на итальянском, французском, немецком и испанском языках, вследствие чего стала очень популярной в континентальной Европе (в том числе Восточной), Южной Америке и Иране. После свадьбы с модельером Джеффом Бэнксом мода становится новым увлечением Шоу, и с 1968 года она начинает производить одежду под собственной торговой маркой.
В 1991 году выпустила автобиографию. После учёбы в Оксфордском и Лондонском университетах с 1994 года стала практикующим психоаналитиком.

## Дискография
- Sandie (1965)
- Me (1965)
- The Golden Hits Of Sandie Shaw (1966)
- Puppet On A String (1967)
- Love Me, Please Love Me (1967)
- The Sandie Shaw Supplement (1968)
- Reviewing The Situation (1969)
- Choose Life (1983)
- Hello Angel (1988)
- Nothing Less Than Brilliant (1994)
- Pourvu Que Ça Dure — Chante En Français (2003)
- La Cantante Scalza — Canta In Italiano (2003)
- Wiedehopf Im Mai — Sandie Shaw Singt Auf Deutsch (2004)
- Marionetas En La Cuerda — Sandie Shaw Canta En Espanol (2004)
- Reviewing The Situation (2004)
- Hello Angel (2004)
- Nothing Comes Easy (2004)
- The Very Best Of Sandie Shaw (2005)
- Sandie/Me (2005)
- Puppet On A String (2005)
- Love Me, Please Love Me/The Sandie Shaw Supplement (2005)
- The Collection (2007)